# منسج

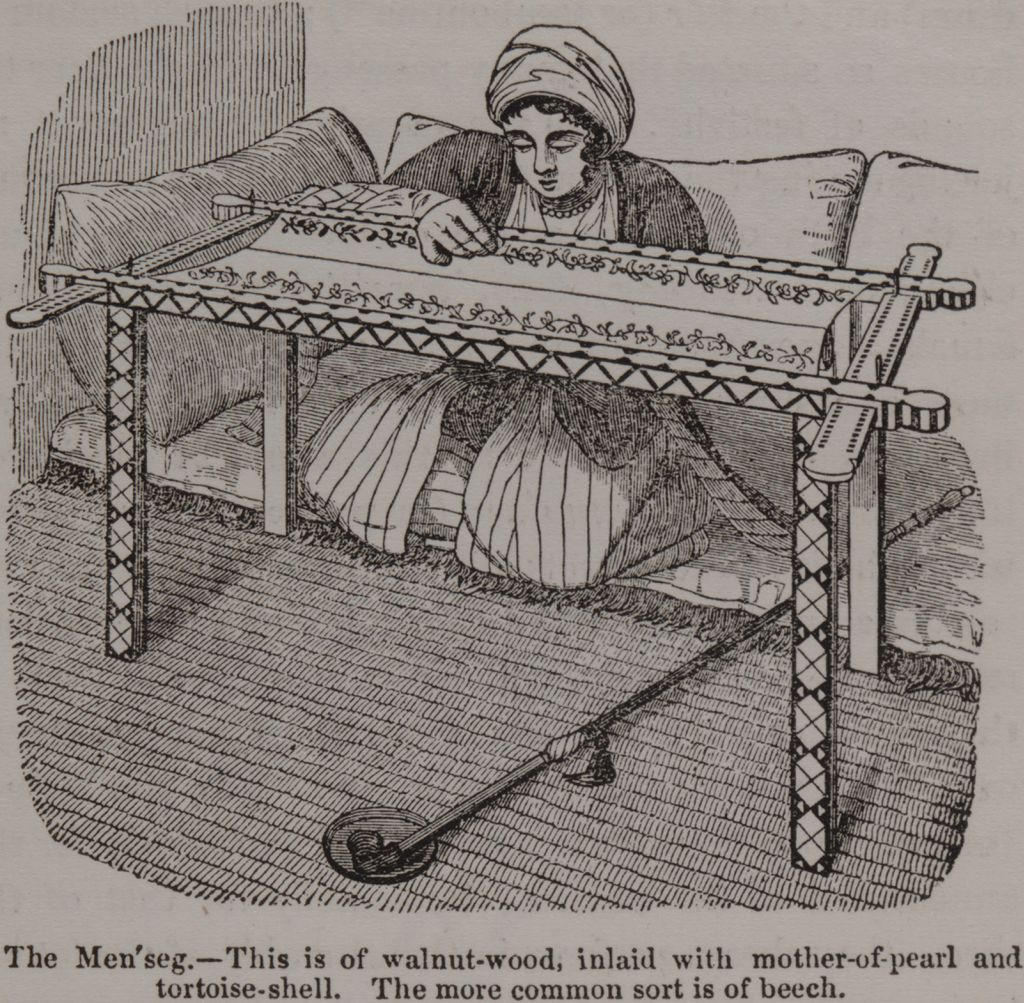
منسج في مصر 1836م

المِنسج أو النول هو آلة تدار يدويًا أو آليًا، وهي تستخدم في نسج النسيج. تتكون أساسًا من أجزاء يمكن بواسطتها أن تتعاشق مجموعتا السدى واللحمة مع بعضها البعض لتكوين المنسوج.
والمنسج هو تسمية تطلق بدءًا من الإطار الصغير المحمول باليد، إلى الأجهزة الكبيرة الآلية. استخدم المصريون القدماء والصينيون المنسج منذ 4000 سنة قبل الميلاد.
والهدف الأساسي من المنسج إمساك خيوط السدى مشدودة لتسهيل تمرير خيوط اللحمة وتشبيكها. وقد يختلف شكل المنسج وآلياته ولكن المبدأ الأساسي يبقى نفسه.

## المنسج البسيط

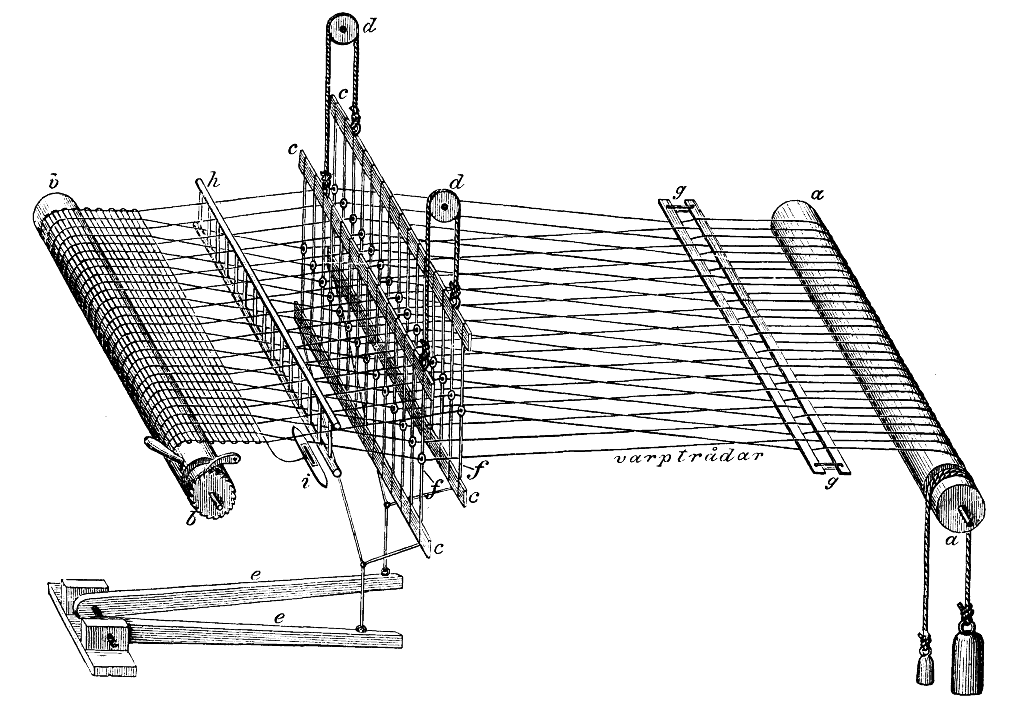
رسم تخطيطي لأجزاء المنسج البسيط.
(a) المسند الخلفي
(b) مسند الصدر
(c) الدرأ
(d) بكرتان يلف عليهما حبل يصل الدرأتين لتأمين الحركة المتعاكسة لهما
(e) الدواسات التي تشكل مع البكرات آلية فتح النفس البسيطة
(f) النير
(g) المشابك لفصل خيوط السدى عن بعضها البعض
(h) المشط
(i) المكوك

يستخدم المنسج البسيط لإنتاج النسج البسيطة.

## المنسج الآلي
يعتمد على المهارات اليدوية وتستخدم الأرجل أيضا في تشغيله مع اليدين وهو آلة بدائية مصنوعة من الخشب ومخصصة لصناعة النسيج التحويلية من الخيوط لتصبح أقمشة وملابس وأكفان أو أكلمة أو سجاد وأغطية. وتصنع من خامات زراعية كالكتان والحرير والقطن وخامات حيوانية كالأصواف والأشعار والأوبار والخامات الصناعية كالبوليستر وغيره. ويبدأ عمل النول بعد المغزل والمغزل آلة بدائية بسيطة تدار باليد ويلف الخيط على ذراعه ثم ينقل للنول لينسج بعد غزله.

## الحركات الأساسية لعملية النسج
يجب أم يتوفر على أية منسج الحركات الثلاثة الأساسية التالية لإنجاز عملية النسج وهي:
1. تشكيل النفس (بالإنجليزية: Shedding)‏: وهي عملية تحريك بعض خيوط السدى إلى الأعلى والبعض الآخر إلى الأسفل مما يشكل زاوية بين الطبقتين تسمى بزاوية النفس، وهذه الفتحة أو الحيز المتشكل بين هاتين الطبقتين يسمى بالنفس. وينجز هذا التحريك لخيوط السداء نتيجة لإمرار كل خيط منها من خلال فتحة نيرة f –وتسمى هذه العملية باللقي- وكل مجموعة من هذه النير تكون مثبتة على درأة c وبالنتيجة فإن تحريك الدرأة للأعلى أو الأسفل يؤدي إلى رفع أو خفض الخيوط المرتبطة مع هذه الدرأة بواسطة النير f. وإن لترتيب توزيع النير على الدرقات بالإضافة إلى جهة حركة الدرأة في كل حدفة هو الذي يسمح بالحصول على التركيب النسيجي المراد. وهناك عدة أنظمة لإنجاز عملية فتح النفس منها اليدوية البسيطة كما في الشكل أو الآلية كالكامات والدوبي Dobby والجاكارد Jacquard.
2. إمرار خيط اللحمة (بالإنجليزية: Weft insertion)‏: وهي الحركة الأساسية في النول والمميزة له من حيث تكراريتها بالدقيقة. وفيها يمرر خيط اللحمة (الحدف) خلال النفس. ويعد المكوك i الجهاز التقليدي لإمرار خيط اللحمة خلال النفس. وبهدف زيادة سرعة هذه العملية وزيادة الإنتاجية، اعتمد مؤخرًا على الطلقات Projectile، والبنس Rapier، والهواء Air jet والماء Water jet بدلا عن المكوك.
3. ضم خيط اللحمة Beating up: وهنا يقوم المشط h بدفع خيط اللحمة إلى نقطة الضم إلى بحر المنسوج لتشكيل القماش.

وهناك أيضا حركات ثانوية أخرى ضرورية لإنجاز عملية النسج على المنسج الآلي وهي:
1. عملية الرخو (بالإنجليزية: Let off motion)‏: وهي عملية تأمين التغذية المستمرة من خيوط السدى بكر طول معين منها من مطواة السداء a إلى بحر المنسوج مع المحافظة على شد ثابت لهذه الخيوط.
2. عملية السحب (بالإنجليزية: Take up motion)‏: وهي عملية سحب القماش المتشكل من أمام المشط ولفه على مطواة القماش b من أجل المحافظة على ثبات نقطة ضم القماش مع شد ثابت له.
3. عملية اختيار خيط اللحمة (بالإنجليزية: Weft selection)‏: وهي ضرورية لتغير خيط اللحمة المغذى للحصول على النقشة المطلوبة من حيث تغير لون أو نمرة خيط اللحمة.